# 振動規制法
振動規制法（しんどうきせいほう、昭和51年6月10日法律第64号）は、工場および事業場における事業活動ならびに建設工事に伴って発生する相当範囲にわたる振動について必要な規制を行うとともに、道路交通振動に係る要請の措置を定めること等により、生活環境を保全し、国民の健康の保護に資することに関する法律である。
1976年（昭和51年）6月10日に公布された。

## 内容
都道府県知事によって、振動を防止することにより住民の生活環境を保全する必要があると認める地域が指定され、この指定地域内での振動が規制対象となる（第3条）。

## 規制の対象
- 特定の工場・事業場
  - 都道府県条例によって、区域や時間帯ごとの規制基準が定められ、振動を発生する特定施設（金属加工機械、圧縮機、織機、印刷機など、政令で種類・規模を指定）を設置したものはこの基準を遵守しなければならない。また、これらの施設の設置の際には事前に市町村長への届出が必要となる。市町村長は規制基準違反などで周辺の生活環境が損なわれると認めるときは、改善の勧告や命令を行うことができる。
- 特定建設作業
  - 特定建設作業（くい打ち機など、政令で指定された種類・規模の機械を使用する作業）を伴う工事を施工する場合は、事前に市町村長への届出が必要となる。市町村長は規制基準違反などで周辺の生活環境が損なわれると認めるときは、改善の勧告や命令を行うことができる。
- 道路交通振動
  - 環境省令によって、道路交通振動の許容限度が定められる。市町村長は、振動が許容限度を超えていることにより道路の周辺の生活環境が著しく損なわれると認めるときは、道路管理者や都道府県公安委員会に対し措置を執るべきことを要請できる。

## 構成
- 第1章 - 総則（第1条 - 第3条）
- 第2章 - 特定工場等に関する規制（第4条 - 第13条）
- 第3章 - 特定建設作業に関する規制（第14条･第15条）
- 第4章 - 道路交通振動に係る要請（第16条）
- 第5章 - 雑則（第17条 - 第24条）
- 第6章 - 罰則（第25条 - 第29条）
- 附則

## 特定工場等
- 1　金属加工機械
  - イ　液圧プレス（矯正プレスを除く）
  - ロ　機械プレス
  - ハ　せん断機（原動機の定格出力が1KW以上に限る）
  - ニ　鍛造機
  - ホ　ワイヤーフォーミングマシン（原動機の定格出力が37.5KW以上に限る）
- 2　圧縮機（原動機の定格出力が7.5kw以上に限る）
- 3　土石用又は鉱物用の破砕機、摩砕機、ふるい及び分級機（原動機の定格出力が7.5KW以上に限る）
- 4　織機（原動機を用いるものに限る）
- 5　コンクリートブロックマシン（原動機の定格出力の合計が2.95KW以上に限る）並びにコンクリート管製造機械及びコンクリート柱製造機械（原動機の定格出力の合計が10KW以上に限る）
- 6　木材加工機械
  - イ　ドラムバーカー
  - ロ　チッパー（原動機の定格出力が2.2KW以上に限る）
- 7　印刷機械（原動機の定格出力が2.2KW以上に限る）
- 8　ゴム練用又は合成樹脂練用のロール機（カレンダーロール機以外のもので原動機の定格出力が30KW以上に限る）
- 9　合成樹脂用射出成形機
- 10　鋳型造型機（ジョルト式に限る）

## 特定建設作業
- 1　くい打機（もんけん及び圧入式くい打機を除く）
  - くい抜機（油圧式くい抜機を除く）
  - くい打くい抜機（圧入式くい打くい抜機を除く）を使用する作業
- 2　鋼球を使用して建築物その他の工作物を破壊する作業
- 3　舗装版破砕機を使用する作業（一日の移動距離が50mを超えない作業に限る）
- 4　ブレーカー（手持式を除く）を使用する作業（一日の移動距離が50mを超えない作業に限る）

## 主務官庁
- 環境省水・大気環境局環境管理課環境汚染対策室

厚生労働省労働基準局安全衛生部安全課、国土交通省不動産・建設経済局建設業課並びに経済産業省産業技術環境局環境政策課と連携して執行にあたる。